# Abel-François Villemain
Abel-François Villemain (9 de junio de 1790 - 8 de mayo de 1870) fue un político y escritor francés.
Villemain nació en París, Francia y estudió en el Lycée Louis-le-Grand. Se convirtió en maestro asistente en el Lycée Charlemagne, y subsecuentemente en la École Normale. En 1812 ganó un premio de la academia con un ensayo sobre Michel de Montaigne. Fue contratado por la restauración, primero como profesor asistente de historia moderna, y después como profesor de elocuencia francesa en La Sorbona. Donde otorgó una serie de conferencias literarias con un extraordinario efecto en sus contemporáneos de menor edad.
Villemain tuvo la gran ventaja de encontrarse justo antes del movimiento romántico, de tener un profundo amor a la literatura sin ser un extremista. La mayoría de los ingeniosos jóvenes de la generación de 1830 estuvieron bajo su influencia; y, mientras satisfacía a los románticos por su franca apreciación de las bondades de las poesía inglesa, alemana, italiana y española, no despreció a los clásicos, ni los clásicos propiamente dichos como aquellos de Grecia y Roma o los llamados clásicos de Francia.
En 1819 publicó un libro sobre Oliver Cromwell, y dos años después fue elegido por la academia. Villemain fue contratado por el gobierno de la restauración como Chef de l'imprimerie et de la librairie, un puesto que suponía un cierto tipo de censura irregular hacia la prensa, y después tomó el cargo de director de peticiones.